# 1720 års regeringsform

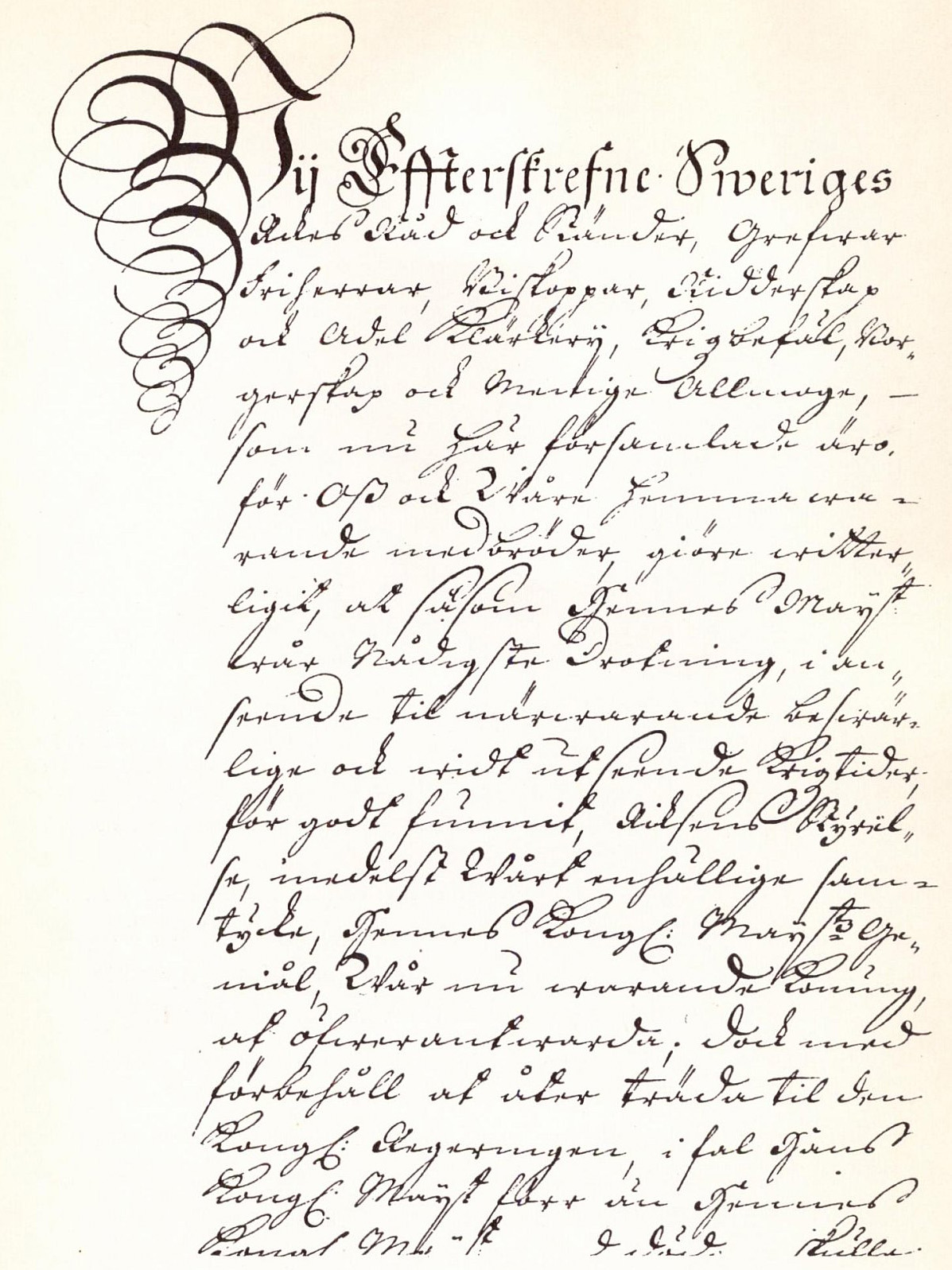
1720 års regeringsform. Faksimil med ständernas ingress.

1720 års regeringsform antogs av Sveriges riksdag 2 maj 1720 (se: Riksdagen 1720) och utgjorde grunden för frihetstidens statsskick. Den baserade sig i hög grad på 1719 års regeringsform som antogs 21 februari detta år. En av anledningarna till att en ny form antogs var att Ulrika Eleonora avsade sig tronen till förmån för sin man Fredrik I och ständerna ville binda honom vid en författning på samma sätt som gjorts mot drottningen. Den var ett sätt att uppställa villkor för att tillerkänna konungen kronan och förhindra den absoluta kungamakt som funnits dessförinnan. 
Regeringsformen innebar att kungen inte längre hade ensam styrande makt utan delade den med ett riksråd. I riksrådet ingick 16 medlemmar som valts av de tre högre stånden (adeln, prästerna och borgarna), men tillsattes av kungen. Ständerna gav kungen tre personer att välja mellan för varje plats. När rådet, som motsvarade en regering, gick till omröstning hade kungen två röster samt utslagsröst, medan varje rådsherre hade en röst. Att kungamakten förringades i så hög grad kan delvis förklaras av de personer som satt på tronen under frihetstiden.[källa behövs] De hade inte den kraft som krävdes för att styra mer resolut. Detta innebar i sin tur att rådets makt ytterligare stärktes.[källa behövs] Vissa av de personer som ledde rådet var därtill handlingskraftiga politiker och ersatte sålunda kungen. Den närmsta parallellen i samtiden torde vara Storbritannien, som fick en ny kungaätt (där den förste kungen, Georg I, inte talade engelska) och där kungen alltmer avskildes från regeringsbestyren.
Som ett led i denna revision av författningen, efter att det kungliga enväldet avskaffats, infördes även en ny riksdagsordning, som tydligare angav ständernas arbetssätt och hur densamma skulle utses. Den kunde därför hävda sig bättre gentemot kungamakten.